# Јелисавета Бојарска
Јелисавета Михајловна Бојарска (рус. Елизавета Михайловна Боярская; Санкт Петербург, 20. новембар 1985) је руска филмска и позоришна глумица.

## Живот и каријера
Јелисавета је рођена 20. децембра 1985. године у Санкт Петербургу. Њени родитељи су били такође глумци, отац Михаил Бојарски и мајка Лариса Лупиан. Њен отац је руског и пољског порекла, док је њена мајка естонског, немачког, руског и пољског порекла. Као тинејџерка похађала је манекенску школу. Током похађања средње школе научила је да поред руског говори енглески и немачки језик. Након завршетка средње школе уписала је Новинарски факултет на одсеку Односи са јавношћу у оквиру Санктпетербуршког државног универзитета. За Новинарски факултет је убрзо изгубила интересовање, заинтересовала се за глуму и постала чланица Позоришта Европа, 2006. године. Након извесног времена уписала је Санктпетербуршку позоришну академију Лев Додин. Током школовања добила је председничку школарину, а факултет завршила 2007. године.
Своју прву улогу добила је 2001. године  у серији Национални тајни агент 3, а 2004. године у немачком филму Хитлер, последњи дани. Први главну улогу имала је у филму из 2005. године, Први после бога, где је глумила Тању. Наредну значајну улогу остварила је у филму Ти ме нећеш оставити, где је глумила заједно са њеним оцем, Михаилом Бојарскијем. Велики популарност стекла је улогом у филму Парк совјетског периода (2006) и у филму Иронија судбине - наставак из 2007. године.
Планирано је да Јелисавета добије улогу ћерка Дартањана у филму Повратак мускетара или богатство кардинала Мазарина, али њену улогу је ипак добила глумица Лианка Гру. Ову улогу је одбила зато што је у то време глумила у филму Адмирал и у дванаестоепизодној серији Ја ћу се вратити.
У филму Адмирал (2008) Бојарска је играла улогу Ане Тимирове, а након тога улоге у филмовима Не реци, Пет мостова, Маме, срећна Нова година, серији Шерлок Холмс и филму Ана Карањенина, прича Вронског. 2012. године дала је глас за баба Јагу за цртани филм Три хероја на различитим обалама, а 2016. године глас вучици Бијанки у цртаном филму Овца и вук.
Имала је улоге у спотовима поп певача Валерија Мелазде на песмама Небеса, Светлост пролазног сунца и у споту за песму Мој брат.
Јелисавета Бојарска се 2010. године удала за глумца Максима Матвејева. Добили су сина 7. априла 2012. године.

## Филмографија
| Улоге Јелисавете Бојарске |                                  |               |                       |           |
| Година                    | Српски назив                     | Изворни назив | Улога                 | Напомена  |
| 2001.                     | Национални тајни агент           |               | девојчицавојка у бару |           |
| 2000.                     | Удар на царство                  |               | Мариа Столипина       |           |
| 2003.                     |                                  |               | Лена Гладишева        |           |
| 2004.                     | Хитлер, последњи дани            |               | Ерна Флегел           |           |
| 2005.                     | Други живот                      |               | Францис Фаберџ        |           |
| 2005.                     | Први после Бога                  |               | Тања                  |           |
| 2006.                     | Деструктивна снага               |               | Лиса                  |           |
| 2006.                     | Не напуштај ме                   |               | Вера Никифор Заритска |           |
| 2006.                     | Парк совјетског периода          |               | Алина Волкова         |           |
| 2007.                     | Иронија судбине - наставак       |               | Нађа                  |           |
| 2008.                     | Адмирал                          |               | Ана Тимирева          |           |
| 2009.                     | Вратићу се                       |               | Мусиа Растопчина      |           |
| 2009.                     | Адмирал                          |               | Ана Тимирева          | тв серија |
| 2009.                     | Мале трагедије                   |               | Лаура                 |           |
| 2010.                     |                                  |               | Катарина              |           |
| 2010.                     | Нећу рећи                        |               | Ана                   |           |
| 2011.                     | Петар Велики - тестамент         |               | Мариа Сантемир        |           |
| 2011.                     | Пет мостова                      |               | Зоја                  |           |
| 2011.                     |                                  |               | мама Даша             |           |
| 2011.                     |                                  |               | Ирина Муравјова       |           |
| 2012.                     |                                  |               | Ана Светсова          |           |
| 2012.                     | Три хероја на различитим обалама |               | Баба Јага             | глас      |
| 2012.                     | Пепељуга                         |               | Сестра Пепељуге       |           |
| 2012.                     | Маме, срећна Нова година         |               | Ксенија               |           |
| 2012.                     | Курир из раја                    |               | Вероника              |           |
| 2013.                     | Шерлок Холмс                     |               | Луис Бернет           | тв серија |
| 2014.                     | Дуг пут до куће                  |               | Лала                  |           |
| 2014.                     |                                  |               | Зенида                |           |
| 2014.                     |                                  |               | Рита Орлова           |           |
| 2014.                     | Бегунци                          |               | Устја                 |           |
| 2016.                     |                                  |               | Афина Гордева         |           |
| 2016.                     |                                  |               |                       |           |
| 2016.                     |                                  |               |                       |           |
| 2016.                     |                                  |               |                       |           |
| 2016.                     | Ана Карањенина, прича Вронског   |               |                       |           |
| 2016.                     |                                  |               |                       |           |

## Улоге у позоришту

### Позориште Европа
- 2006 — Краљ Лир према делу Вилијама Шекспира — Гонерилија
- 2006 — Блаж — Гуревна
- 2007 — Живот и судбина, по роману Василија Гросмана — Жена
- 2008 — Без усиљене љубави, по делу Вилијама Шекспира — Розалина
- 2009 — Прелепа недеља за сломљено срце по делу Тенеси Улимса — Доротеја
- 2010 — Три сестре по делу Антона Чехова — Ирина
- 2012 — Обмана и љубав по делу Фридриха Шилера — Луиза
- 2014 — Воћњак вишања по делу Антона Чехова — Варја
- 2015 — Браћа и сестре по делу Федора Абрамова — Варвара Инјахина

### Московско позориште младих
- 2013 — Леди Макбет из нашег места по делу Николаја Лескова — Катерина Измаилова, режисер Кама Гинкас[14]

### Продуцентски центар Арт Питер
- 2008 — Сирано де Бержерак по делу Едмона Ростана — Роксана
- 2008 — Собе